# Jerzy Engel
Władysław Jerzy Engel (Włocławek, 6 de outubro de 1952) é um ex-futebolista profissional e ex-treinador polaco.

## Carreira
Como jogador, Engel atuava como atacante. Entre 1969 e 1975, defendeu apenas 3 equipes - Junak Wloclawek, Polonia Warszawa e Hutnik, quando foi obrigado a se aposentar com apenas 22 anos, devido a uma sequência de lesões. 
Foi auxiliar-técnico da Seleção Polonesa na Copa do Mundo de 1982, e trabalhou na maior parte da carreira de treinador em clubes do Chipre (Apollon Limassol, AE Paphos, Nea Salamina, Aris Limassol e APOEL) e também comandou equipes de seu país natal (RKS Błonie, Polonia Bydgoszcz, Legia Varsóvia e Wisła Cracóvia, além dos já citados Hutnik e Polonia Warszawa). Seu maior destaque como técnico foi classificar a Polônia para a Copa de 2002. O time não passou da fase de grupos, e Engel foi substituído por Zbigniew Boniek.